# Daniel Brandt
Daniel Brandt, död efter 1635, var en svensk militärbyggmästare och ingenjör.
Daniel Brandt dyker upp i källorna första gången 1601, då han utsågs att med träarbeten förbättra de svenska befästningarna i Livland. 1603 ställdes han under ståthållaren på Åbo slott för byggnadsarbeten vid befästningarna i Finland. Från 1607 hade han ansvaret för underhållet av alla fästningar i östersjöområdet. Från 1610 uppförde han en skans vid Salis i Estland och befästningsarbeten vid Hapsal, från 1611 ledde han bygget av Nyenskans, och under 1611 utförde han även befästningsarbeten på ön Moon vid Estlands västra kust. Daniel Brandt fortsatte att leda befästningsarbetena i östersjöområdet efter Gustav II Adolfs uppstigande på tronen och tjänstgjorde 1616 och 1617 även i fält. Från 1619 ledde han befästningsarbetena vid Narva, där han åtminstone 1623 ännu var sysselsatt. Han erhöll flera förläningar 1610-1626, och omtalas 1635 då han fick konfirmation på en förläning som ännu i livet.